# Asignación de recursos
La asignación de recursos es la distribución de activos productivos en sus diferentes usos.
El asunto de la asignación de recursos se origina de cómo las sociedades buscan balancear los recursos limitados como el capital, el trabajo y la tierra, frente a las diversas e ilimitadas necesidades de sus integrantes. Los mecanismos de asignación de recursos abarcan el sistema de precios en las economías de libre mercado y la planeación gubernamental, ya sea en las economías operadas por el estado o en el sector.